# Elaeognatha melanosticta
Elaeognatha melanosticta is een vlinder uit de familie van de visstaartjes (Nolidae). De wetenschappelijke naam van de soort is voor het eerst geldig gepubliceerd in 1910 door Druce.